# 20536 Трейсікартер
20536 Трейсікартер (20536 Tracicarter) — астероїд головного поясу, відкритий 7 вересня 1999 року.
Тіссеранів параметр щодо Юпітера — 3,588.